# Кулиева, Гандаб Габиб кызы
Гандаб Габиб кызы Кулиева (азерб. Qəndab Həbib qızı Quliyeva; 10 августа 1949, Карягинский район — 26 июня 2017, Баку) — певица-ханенде, Народная артистка Азербайджана (1992).

## Биография
Родилась 10 августа 1949 года в селе Дилагарда Карягинского района Азербайджанской ССР (ныне Физулинский район).
В 1980 году окончила класс мугама (учитель — Нариман Алиев) Бакинского музыкального училища имени Асафа Зейналлы, а в 1996 году Азербайджанский государственный университет культуры и искусств.
Кулиева с самого детства интересовалась музыкой, активно участвовала в школьной художественной самодеятельности. В 1974 году приезжает в Баку, с этого же года трудится на текстильном комбинате, но, как исполнитель-любитель, участвует в многочисленных фестивалях и смотрах. В 1980 году вновь возвращается в родной район работать в Физулинском городском Доме Культуры, а в 1981 году в числе молодых талантов, была приглашена в Азербайджанский государственный театр оперы и балета имени М. Ф. Ахундова. В 1997—2017 годах преподавала в Азербайджанском государственном университете культуры и искусств.
Кулиева, исполняя национальные мугамные оперы, создала в Азербайджанском государственном театре оперы и балета образы Лейли («Лейли и Меджнун»), Шахсенем («Ашик-Кариб»), Гюльбахар («Скала невесты») и другие, получила народное признание, сотрудничая с мастерами мугама, как Ариф Бабаев, Баба Махмудоглы и Джанали Акперов. Ханенде часто выступала с концертами на Азербайджанском телевидении и радио, гастролировала, как и по районам республики, так и за рубежом: в Норвегии, Японии, Австралии, Финляндии, Югославии, Венгрии, Афганистане. В репертуар Гандаб Кулиевой входили мугамные дестгяхи и тэснифы, а исполненный Кулиевой мугам «Чаргях» вошёл в выпущенный во Франции СD диск «Антология Мугама».
С февраля 2017 года состояние Кулиевой начало сильно ухудшаться, всего лишь за февраль певица перенесла 3 инсульта и инфаркт. 16 июня 2017 года Гандаб Кулиева была срочно госпитализирована в связи с сердечной и почечной недостаточностью, а через 10 дней ушла из жизни в городе Баку.

## Награды
- Народная артистка Азербайджана (1992)
- Заслуженная артистка Азербайджанской ССР (1989)